# Кучук (река, впадает в Кучукское)
Кучук — река в Алтайском крае России. Берёт своё начало в 8 км к югу от села Вознесенка Родинского района Алтайского края, впадает в Кучукское озеро. Длина 121 км, площадь водосбора 1020 км².
В верховьях в неё впадают небольшие временные водотоки. Постоянный сток река имеет лишь в нижнем течении. В сёлах Каяушка и Нижний Кучук, расположенных вдоль реки, построены водохранилища объемом по 3 млн м³ каждое.
По бассейну реки проходит трасса Кулундинского магистрального канала.

## Населённые пункты на реке
По порядку от истока:
- Центральное (на 1,5 км западнее реки)
- Вознесенка
- Каяушка
- Степной Кучук
- Верх-Незамай
- Новотроицк
- Нижний Кучук

## Данные водного реестра
По данным государственного водного реестра России относится к Верхнеобскому бассейновому округу, водохозяйственный участок реки — бассейн Кучукского озера, речной подбассейн реки — нет. Речной бассейн реки — бессточная область междуречья Оби и Иртыша.